# Инвалютный рубль
Инвалютный рубль — иностранная валюта в рублёвом исчислении, условная денежная единица, использовавшаяся во внешнеэкономических расчётах, а также иностранная валюта на счетах, выраженная в рублях. Термин, использовавшийся в Советском Союзе для обозначения денежных единиц в рублях на счетах во Внешторгбанке СССР, которые можно было конвертировать в иностранную валюту для расчетов по внешнеэкономическим операциям. В инвалютных рублях также измерялась помощь, которую оказывал Советский Союз.

## Конвертация советского рубля в иностранную валюту

### Механизм установления курса советского рубля к иностранным валютам
Одним из первых декретов большевиков в стране была установлена монополия на внешнюю торговлю. Фактически это означало одновременно установление валютной монополии государства.
В условиях государственной валютной монополии, действовавшей практически все годы Советской власти, применялись различные методы определения курса советского рубля.
После проведения в СССР денежной реформы 1922—1924 годов в основу курса иностранной валюты, выраженной в рублях, было положено золотое содержание червонца (10 рублей). Один червонец был равен 7,74234 г чистого золота и пересчитывался в иностранные валюты по их золотому содержанию.
В последующие годы произошло значительное изменение розничных цен в СССР. В результате снизилась покупательная способность рубля. На основании Постановления СНК СССР от 29 февраля 1936 года во всех расчётах по экспорту и импорту с 1 апреля 1936 года стал применяться курс 1 рубль = 3 французским франкам. Это означало фактически изменение золотого содержания рубля.
Вплоть до 1950 года валютный курс рубля устанавливался не непосредственно по золотому содержанию рубля и иностранной валюты, а через иностранную валюту, которая была более или менее устойчива. Это было неудобно, так как при изменении золотого содержания иностранной валюты необходимо было менять курс рубля к этой валюте. В 1937 году французское правительство вообще отказалось от установленного твёрдого содержания золота своей валюты, поэтому вместо французского франка была принята наиболее устойчивая в то время валюта — доллар США, по отношению к которому был установлен курс 5 рублей 30 копеек за 1 доллар США, что означало некоторое снижение золотого содержания рубля.
В соответствии с Постановлением Совета Министров СССР «О переводе рубля на золотую базу и о повышении курса рубля в отношении иностранных валют» с 1 марта 1950 года золотое содержание рубля было установлено в 0,222168 граммов чистого золота.
По мере восстановления разрушенного войной и развития народного хозяйства СССР и ростом устойчивости советского рубля было повышено его золотое содержание. С 1961 года в результате денежной реформы был изменён в десять раз масштаб внутренних цен и увеличено золотое содержание до 0,987412 грамма чистого золота, а курс доллара составил 0,90 рубля за доллар США.
До ноября 1990 года курс доллара составлял около 0,60 рубля за 1 доллар США. Однако в соответствии с решением Совета Министров СССР с 1 ноября 1989 года был введён специальный пониженный курс рубля к свободно конвертируемым валютам для валютного обслуживания советских и иностранных граждан – 6.26 рубля за 1 доллар.

### Возможности конвертации советского рубля в иностранную валюту
Советский рубль был замкнутой валютой. В силу установленной в 1918 году государственной валютной монополии вся валюта, поступавшая в страну, подлежала обязательному обмену на рубли по официальному курсу Госбанка СССР. Госбанк СССР обладал исключительным правом совершать операции по покупке у организаций и граждан и продаже им валютных ценностей. Другие организации могли осуществлять эти операции только по поручению Госбанка СССР.
В соответствии с законодательством СССР все расчёты на территории СССР могли осуществляться только в советских рублях. Использование иностранной валюты и других валютных ценностей на территории СССР допускалось лишь при расчётах по внешнеторговым операциям, которые могли совершать только специализированные внешнеторговые организации Министерства внешней торговли СССР, и другим международным расчётам СССР. Исключением являлось использование иностранной валюты в специализированных магазинах и иных организациях по особому разрешению Совета Министров СССР.
Вся валюта, которую получали внешнеторговые организации от экспорта товаров и услуг, в обязательном порядке продавалась Внешторгбанку СССР, а Внешторгбанк выплачивал им так называемый рублёвый эквивалент по официальному курсу Госбанка СССР.
Валютные счета и перечень валют, в которых они открывались, устанавливались Госбанком и Внешторгбанком. Текущие счета типа «А» («свободные») открывались только иностранным физическим и юридическим лицам, международным организациям, советским гражданам, постоянно проживающим за границей, а также лицам, приезжающим в СССР на постоянное место жительства. Владельцы счета типа «А» могли перевести валюту с этих счетов за границу, использовать её в СССР на покупку товаров в специальных магазинах, снять наличными для вывоза за границу и конвертировать в рубли по официальному курсу.
Текущие счета типа «Б» («частично ограниченные») открывались советским и иностранным гражданам, иностранным юридическим лицам и международным организациям. Средства с этих счетов могли быть использованы для перевода за границу или выплачены наличными для вывоза за границу только в тех случаях, когда это разрешалось действующим законодательством или по специальному разрешению Министерства финансов СССР. Средства со счетов типа «Б» могли быть использованы в СССР для покупки товаров в специализированных магазинах или для получения наличными рублями.

## Инвалютные рубли в международных расчётах
Наряду с советским рублём, который использовался исключительно для расчетов внутри СССР, в разные периоды существовали различные варианты инвалютных рублей:
1. Переводной рубль, который использовался для расчётов внутри Совета Экономической Взаимопомощи.
2. Клиринговый рубль, который использовался для расчетов с отдельными странами в рамках действующих межправительственных соглашений.
3. Безналичные денежные средства в иностранных валютах, пересчитанные в рубли по официальному курсу, с возможностью обратного пересчета в валюту для соответствующих расчетов.
4. Дорожные чеки в рублях со свободной конверсией в иностранную валюту[10]
5. В инвалютных рублях были номинированы чеки Внешторгбанка, предназначенные для расчётов за товары в сети специализированных магазинов[2].